# Уйвар (комуна)
Уйвар (рум. Uivar) — комуна у повіті Тіміш в Румунії. До складу комуни входять такі села (дані про населення за 2002 рік):
- Пустініш (688 осіб)
- Реуць (565 осіб)
- Синмартіну-Магіар (264 особи)
- Уйвар (1199 осіб)

Комуна розташована на відстані 429 км на захід від Бухареста, 27 км на південний захід від Тімішоари.

## Населення
За даними перепису населення 2002 року у комуні проживала 4421 особа.
Національний склад населення комуни:
| Національність | Кількість осіб | Відсоток |
| -------------- | -------------- | -------- |
| румуни         | 2940           | 66,5%    |
| угорці         | 1255           | 28,4%    |
| цигани         | 147            | 3,3%     |
| німці          | 56             | 1,3%     |
| серби          | 12             | 0,3%     |
| українці       | 6              | 0,1%     |
| словаки        | 1              | < 0,1%   |
| хорвати        | 1              | < 0,1%   |
| італійці       | 1              | < 0,1%   |

Рідною мовою назвали:
| Мова       | Кількість осіб | Відсоток |
| ---------- | -------------- | -------- |
| румунська  | 3051           | 69,0%    |
| угорська   | 1208           | 27,3%    |
| циганська  | 109            | 2,5%     |
| німецька   | 33             | 0,7%     |
| сербська   | 11             | 0,2%     |
| українська | 5              | 0,1%     |
| хорватська | 1              | < 0,1%   |
| італійська | 1              | < 0,1%   |

Склад населення комуни за віросповіданням:
| Релігія                             | Кількість осіб | Відсоток |
| ----------------------------------- | -------------- | -------- |
| православні                         | 2345           | 53,0%    |
| римо-католики                       | 1374           | 31,1%    |
| греко-католики                      | 404            | 9,1%     |
| п'ятдесятники                       | 172            | 3,9%     |
| реформати                           | 44             | 1,0%     |
| унітарії                            | 10             | 0,2%     |
| баптисти                            | 9              | 0,2%     |
| не релігійні                        | 4              | 0,1%     |
| адвентисти                          | 3              | 0,1%     |
| лютерани                            | 1              | < 0,1%   |
| лютерани (Аугсбурзького сповідання) | 1              | < 0,1%   |
| атеїсти                             | 1              | < 0,1%   |
| не вказали релігію                  | 2              | < 0,1%   |